# Illiers-Combray
Illiers-Combray é uma comuna francesa situada na região administrativa do Centro, no departamento de Eure-et-Loir. Estende-se por uma área de 33,63 km². Em 2010 a comuna tinha 3 346 habitantes (densidade: 99,5 hab./km²).
Anteriormente, a comuna chamava-se apenas Illiers - por uma deformação de "Hilário", nome do santo padroeiro da cidade. A denominação composta atual foi adotada em 8 de abril de 1971, por ocasião do centenário de Marcel Proust, que a descreveu em seu romance "Em busca do tempo perdido", sob o nome de Combray.

## Cultura
- Museu Marcel Proust ou Maison de Tante Léonie, propriedade dos seus tios Jules Amiot e Élisabeth Proust.